# Unleashed (Exilia)
Unleashed è il secondo album del gruppo musicale italiano Exilia del 2004. Grazie ai singoli “Stop playing God” e “You Can't Break Me Down” gli Exilia entrarono nella Top 40 in Germania.

## Tracce
1. Coincidence
2. Stop Playing God
3. Day In Hell
4. Underdog
5. Mr. Man
6. Starseed
7. Shout Louder
8. I Guess You Know
9. Without You
10. The World Is Fallin' Down
11. Rise When You Fall
12. Heaven's Gate
13. Where I'm Wrong